# آدری رز
آدری رُز (انگلیسی: Audrey Rose) یک فیلم در ژانر ترسناک و درام به کارگردانی رابرت وایز است که در سال ۱۹۷۷ منتشر شد.

## بازیگران
- مارشا ماسون
- آنتونی هاپکینز
- جان بک
- جان هیلرمن
- ماری جکسون
- نورمن لوید
- رابرت والدن
- ریچارد لاسون
- استیون پرلمن